# Sentier de grande randonnée 57 (Belgique et Luxembourg)
Pour les articles homonymes, voir GRO.

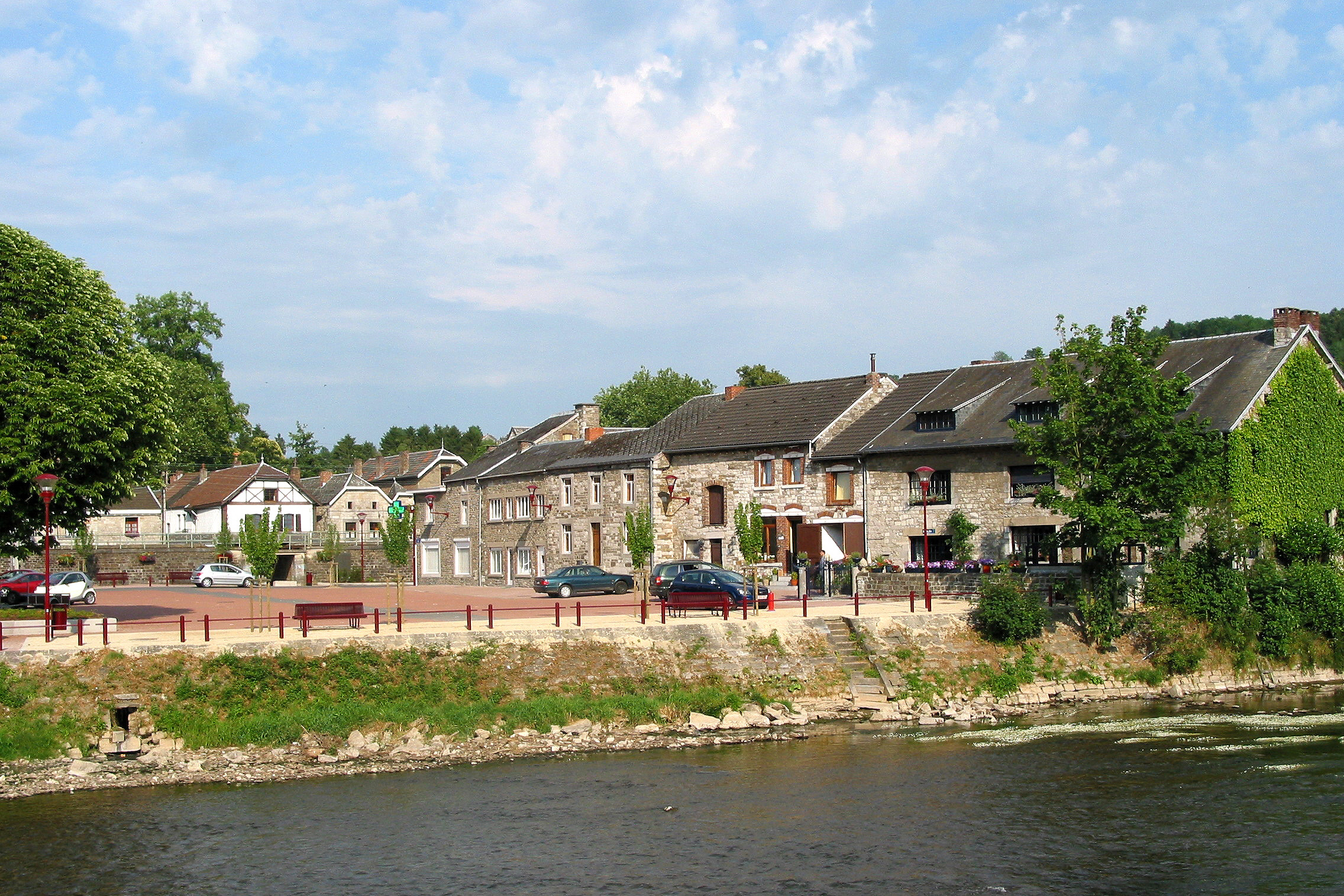
Comblain-la-Tour

Le sentier de grande randonnée 57 (GR 57 ; anciennement GRO), appelé aussi Vallée de l'Ourthe et sentier du Nord, est un itinéraire pédestre reliant Barchon (près de Liège en Belgique) à Gilsdorf (près de Diekirch au Luxembourg) sur une distance de 279 km.

## Historique

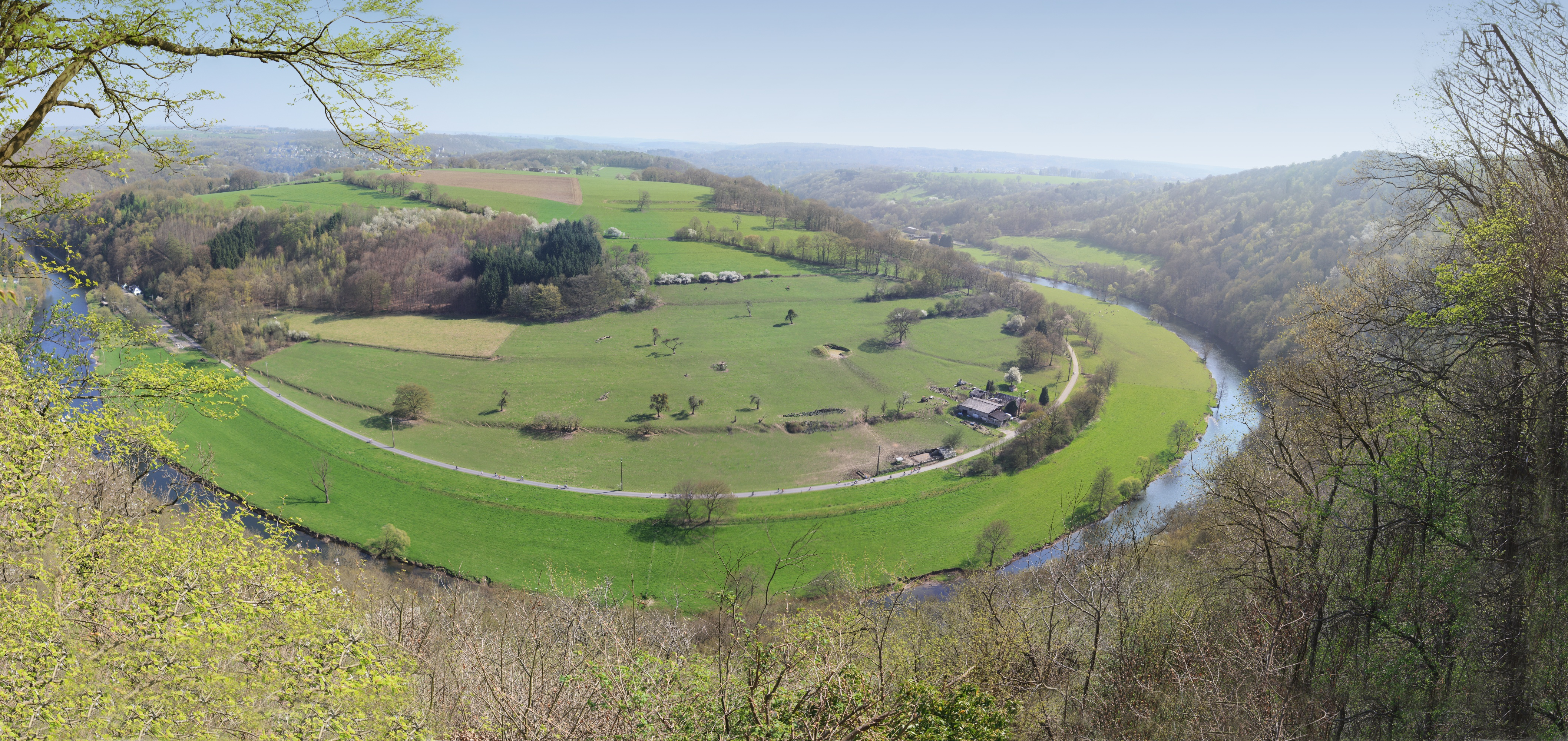
Hameau de Ham (Esneux) depuis la Roche-aux-Faucons, à Plainevaux

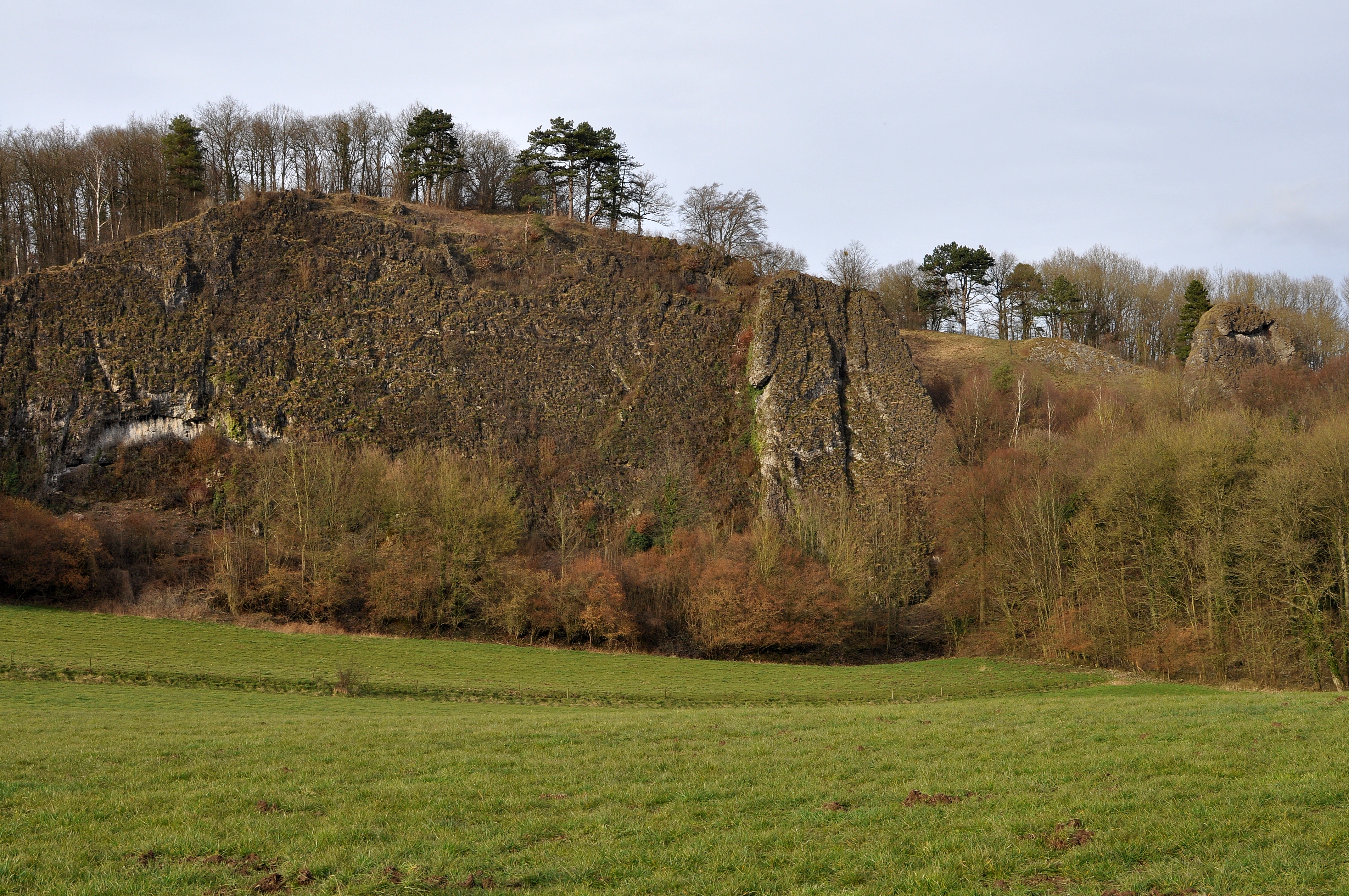
Les Roches Noires à Comblain-au-Pont

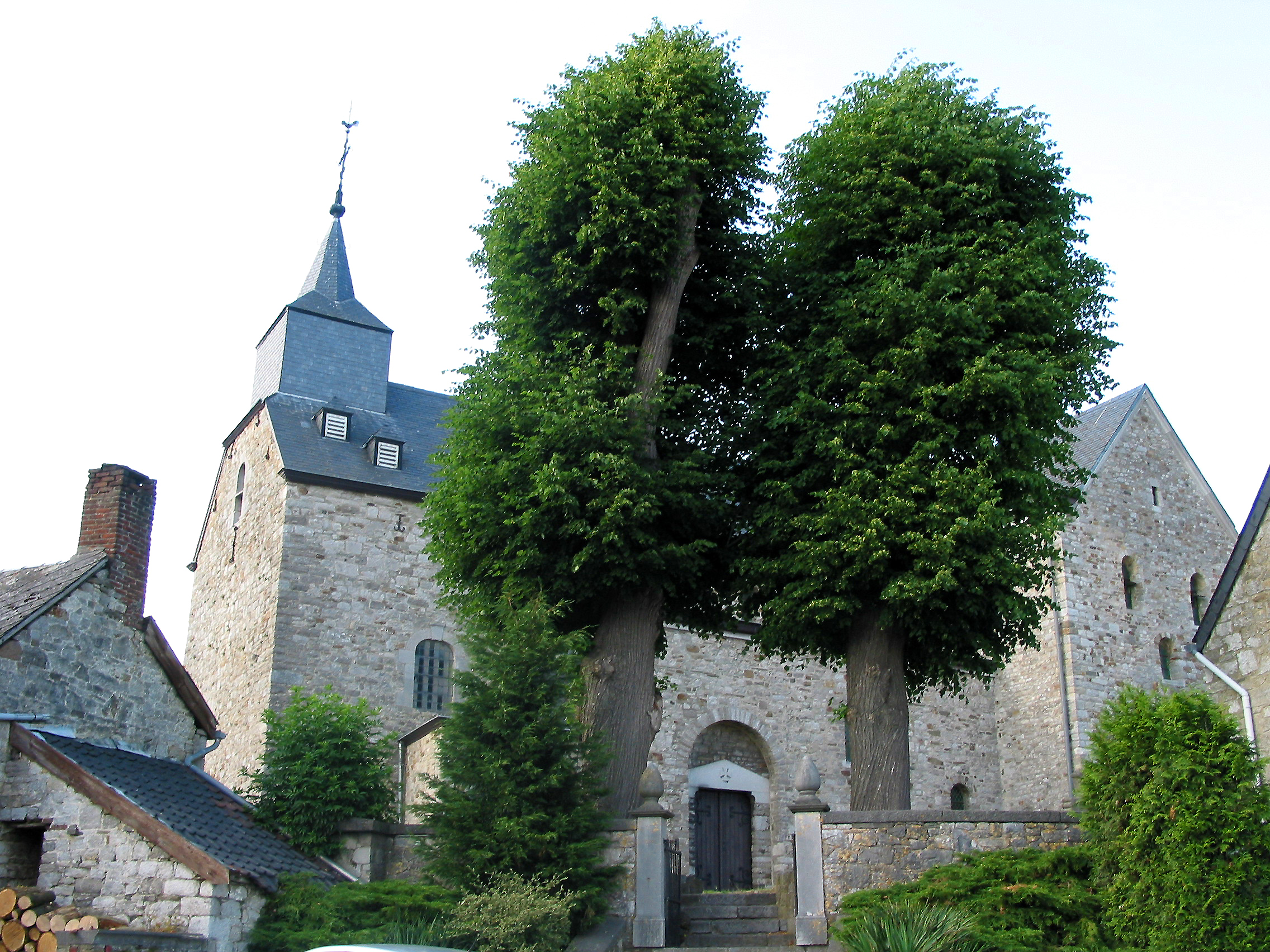
L’église Saint-Pierre de Xhignesse

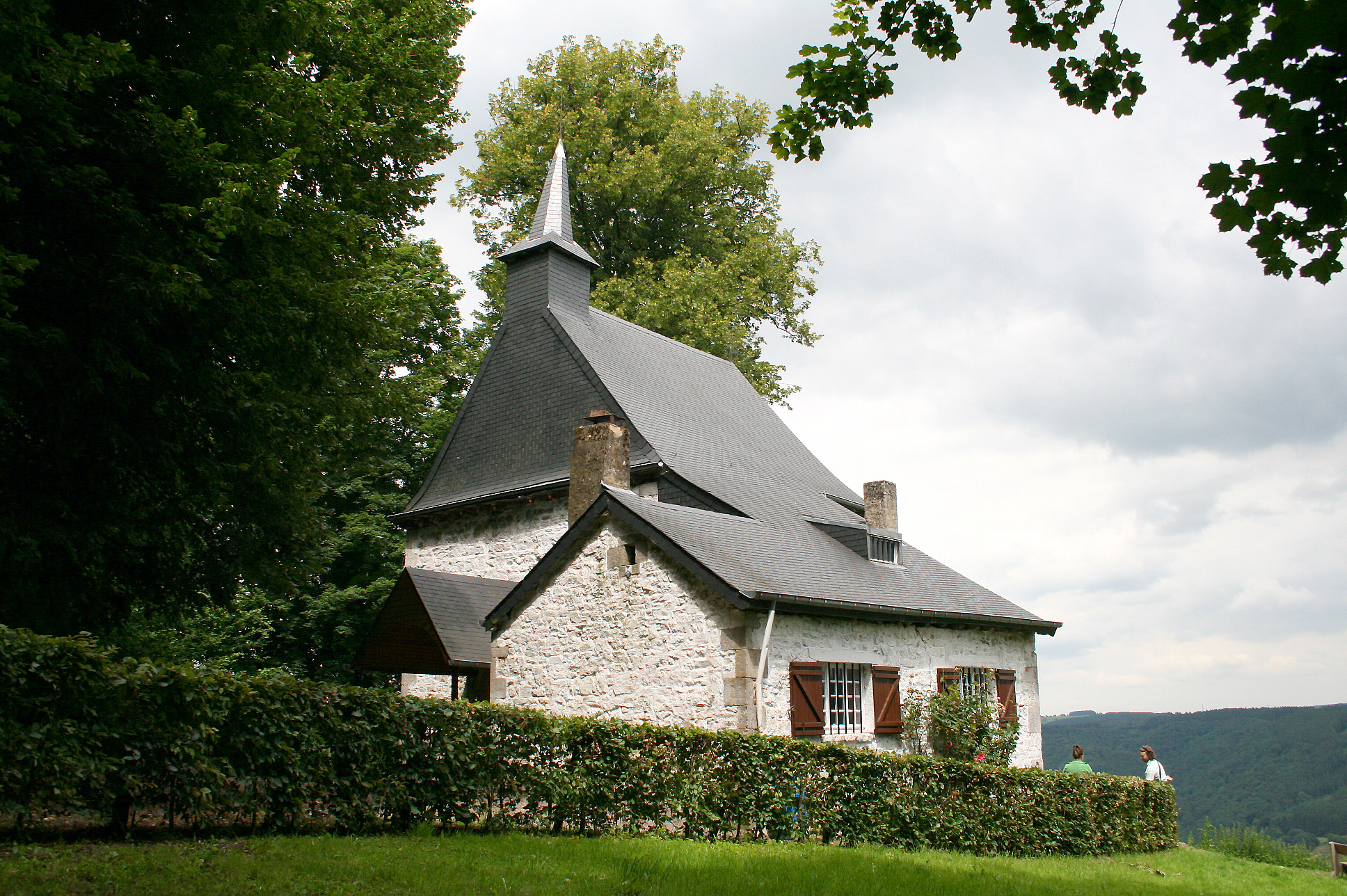
L’ermitage de Saint-Thibaut à Marcourt

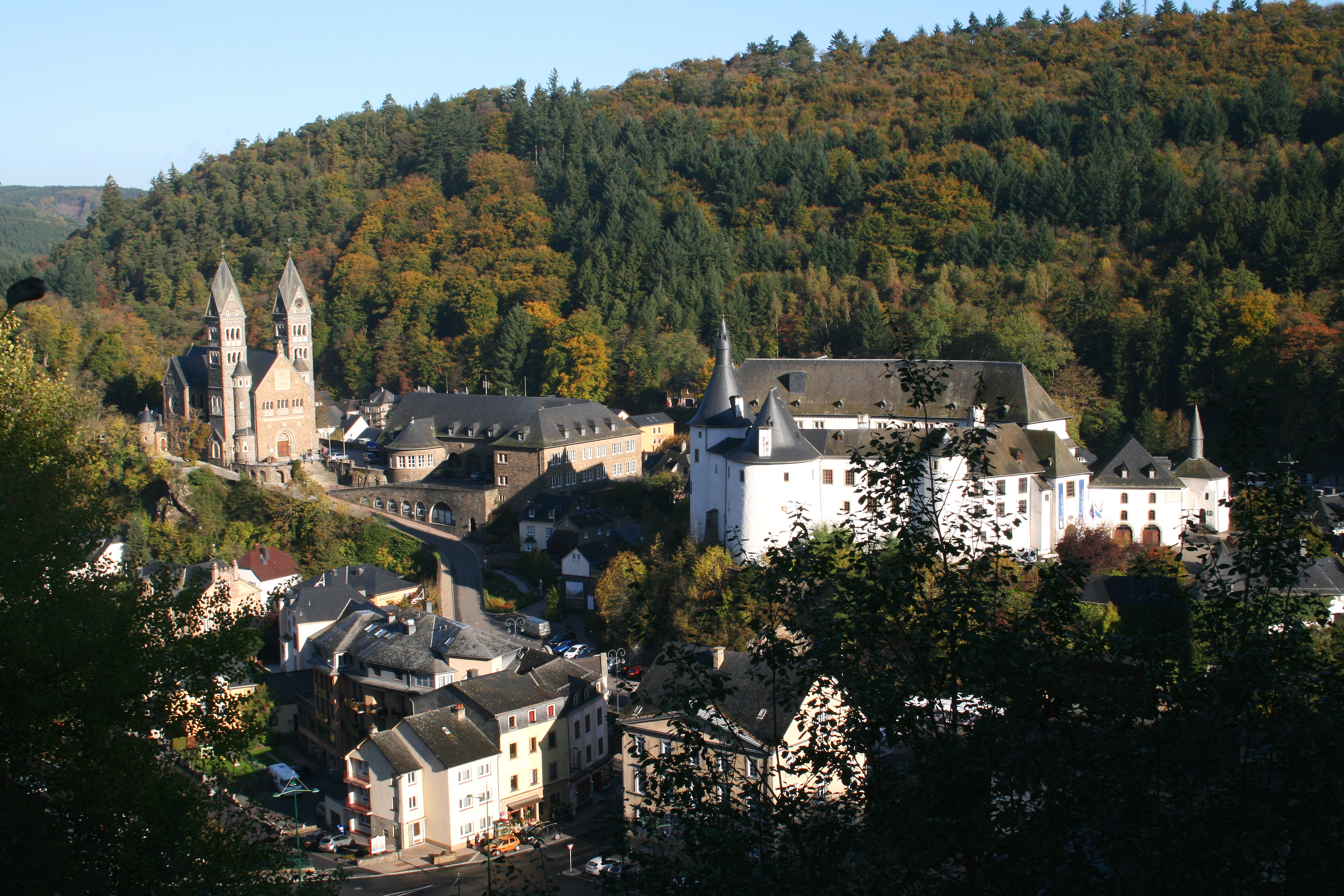
Clervaux

Une bonne partie de ce chemin existait déjà avant la création des GR sous la forme du "sentier de l'Ourthe" et décrit dans les guides "Cosyn" édités dans la première moitié du XXe siècle. Dans la forme GR, il apparaît en 1966 sous le sigle GRO et la dénomination Sentier de l'Ourthe. Le tracé est alors très similaire à celui des guides "Cosyn" avec Angleur comme point de départ. Graduellement, l'association des SGR lui donnera plus d'ampleur. La création de l'auberge de jeunesse Simenon à Liège en 1996 incita l'ASBL SGR à raccorder le GR 57 au GR 5 à Barchon, le faisant passer ainsi par la ville de Liège. Autre ajout majeur du topo-guide, le sentier de l'Ourthe est relié au sentier du Nord grand ducal, ce qui permet de rejoindre le GR 5 à Diekirch.

## Parcours
Le GR 57 peut être considéré comme une variante du GR 5 entre Barchon et Gilsdorf (près de Diekirch).
Alors que le GR 5 s'oriente vers le sud-est en traversant le plateau ardennais par les villes de Spa, Stavelot, Vielsalm et Vianden, le GR 57 file vers le sud jusqu'à La Roche-en-Ardenne puis l'est vers Gouvy et enfin reprend le cap vers le sud et Diekirch via Clervaux.
En effet, le GR 57 remonte l'Ourthe depuis son confluent avec la Meuse à Liège puis l'Ourthe orientale quasiment jusqu'à sa source près de Gouvy. Entré au Grand Duché de Luxembourg, le tracé suit plusieurs rivières pour suivre la vallée de la Sûre jusqu'à Diekirch. Il suit en fait l'essentiel du trajet du projet de canal Meuse et Moselle.
Les villes, villages et hameaux traversés sont : Barchon (Vieille Foulerie) - Jupille-sur-Meuse - Bressoux - Liège (quartiers d'Amercœur, Outremeuse, La Boverie et Fétinne) - Angleur - Sart-Tilman - Esneux - Sart - Mont - Comblain-au-Pont - Comblain-la-Tour - Xhignesse - Hamoir - Sy - Logne - Bomal - Warre - Durbuy - Barvaux-sur-Ourthe - Morville - Wéris - Éveux - Oster- Érezée - Soy - Hotton - Hampteau - Werpin - Marcourt - Warisy - Beausaint - La Roche-en-Ardenne - Maboge - Le Hérou - Barrage de Nisramont - Engreux - Bonnerue - Houffalize - Cetturu - Limerlé - Gouvy - Wathermal - Huldange- Troisvierges - Clervaux - Drauffelt - Kautenbach - Goebelsmühle - Unterschlinder - Diekirch - Gilsdorf.
La remontée du cours de l'Ourthe depuis son confluent jusqu'à sa source constitue les deux tiers de ce sentier de grande randonnée, très largement à l'intérieur du parc naturel des Deux Ourthes. D'abord en Condroz liégeois puis en Famenne, en Calestienne et enfin en Ardenne, l'Ourthe et sa vallée encaissée  amèneront le randonneur vers de nombreux points de vue souvent gagnés après une rude montée.
Beaucoup de villages et de petites villes du bord de l'Ourthe possèdent une importante infrastructure touristique  (Esneux, Hamoir, Durbuy, Barvaux-sur-Ourthe, Hotton, La Roche-en-Ardenne, Houffalize) alors que d'autres localités plus petites séduiront le promeneur par leur calme et leur environnement.

## Principales curiosités
Parmi toutes les curiosités que le sentier de grande randonnée fait découvrir, on peut noter :
- le site de la Roche-aux-Faucons à Plainevaux
- la grotte de l'Abîme, les Roches noires et la tour Saint-Martin à Comblain-au-Pont
- le rocher de la Vierge à Comblain-la-Tour
- l'église romane Saint-Pierre de Xhignesse
- le château fort de Logne
- le lit du Diable, la pierre Haina et les mégalithes de Wéris
- les grottes des 1001 nuits de Hotton
- l'ermitage et chapelle Saint-Thibaut à Marcourt
- le château fort et la localité de La Roche-en-Ardenne.
- le site escarpé du Hérou à Nadrin
- l'église et le cimetière de Cetturu
- le château de Schuttburg.

## Accès
La popularité du GR 57 vient aussi du fait qu'il soit très bien desservi par le chemin de fer qui suit le randonneur en parallèle de Liège à Hotton (gare de Hotton-Melreux) (ligne SNCB : Liège - Jemelle) et de Gouvy à Diekirch (ligne SNCB / CFL : Liège - Luxembourg)